# Bloom Energy
Bloom Energy Corporation ist ein US-amerikanisches Unternehmen aus Kalifornien mit Sitz in Sunnyvale.
Bloom Energy entwickelte und vermietet den Bloom Energy Server, einen Kasten von der Größe zweier Kühlschränke mit mehreren Hochtemperatur-Brennstoffzellen zur stationären Stromversorgung.

## Geschichte
Gründer des Energiedienstleisters sind die ehemaligen NASA-Mitarbeiter K. R. Sridhar sowie John Finn, Matthias Gottmann, James McElroy und Dien Nguyen. Sridhar gründete Bloom Energy 2002 unter dem bis 2006 verwendeten Namen Ion America. Die Risikokapitalfirma Kleiner Perkins Caufield & Byers ist wesentlicher Kapitalgeber von Bloom Energy, in dessen Board of Directors der ehemalige US-Außenminister Colin Powell saß.
Der Börsengang von Bloom Energy an der New York Stock Exchange erfolgte im Juli 2018. Das Unternehmen hat vor seinem Börsengang mehr als eine Milliarde US-Dollar an Risikokapital aufgenommen. 
Der erste Quartalsgewinn von Bloom Energy erfolgte im letzten Quartal 2023.
Bis 2025 hatte das Unternehmen rund 1,4 Gigawatt (GW) an Bloom Energy Server-Systemen an über 1.000 Standorten in neun Ländern installiert.

## Bloom Energy Server
Der Bloom Energy Server besitzt eine Nennleistung von etwa 100 kW. Die Festoxidbrennstoffzellen arbeiten im Normalbetrieb zwischen 500 und 1000 Grad Celsius. Die Zellen produzieren durch Oxidation elektrischen Strom aus Wasserstoff, Erdgas oder Biogas und auch Diesel.
Bekannte Unternehmen wie Ebay, Google, FedEx und Wal-Mart nutzen die ersten Geräte im Testbetrieb.
Die Stromherstellung durch Oxidation erlaubt eine schadstoffarme Produktion aus einer Vielzahl von flüssigen und gasförmigen Brennstoffen. Der bisherige Wirkungsgrad liegt bei 50 bis 70 %.

## Bloom Box
Am 23. Februar 2010 stellte das Unternehmen eine kleinere Version seines Systems vor. Die Bloom-Box hat in einer Hand Platz.